# Oscar Bronckaers
Oscar Bronckaers (Ans bij Luik, 22 februari 1899 - Maasmechelen, 6 juni 1977) was een Belgisch etser en schilder, werkzaam in de Limburgse koolmijnenstreek.

## Familie
Bronckaers werd in Luik geboren maar zijn ouders waren Limburgers: zijn vader was afkomstig van Sint-Truiden, zijn moeder van Aalst bij Sint-Truiden. In 1901 verhuisde het gezin naar Sint-Truiden en in 1917 verhuisde Oscar naar Eisden, waarna hij in 1923 huwde met Irene Féront.

## Levensloop
Na het middelbaar onderwijs, besloot Bronckaers dat hij technisch tekenaar wilde worden. Tekenen was altijd al een grote passie voor hem, maar een artistieke richting lag in zijn familieomgeving niet voor de hand. Op de vakschool in Sint-Truiden kon hij na zijn reguliere lessen, teken- en schilderlessen volgen, een kans die hij niet onbenut liet. 
Toen Bronckaers in 1917 zijn diploma behaalde, trad hij in dienst bij de Eisdense steenkolenmijn, waar hij werkzaam bleef tot aan zijn pensioen in 1964. Al snel kreeg de jonge Bronckaers artistieke opdrachten. Zo ontwierp hij affiches en maakte hij een wandschildering in de feestzaal van de mijn.
In 1939 maakte hij kennis met de Limburgse kunstenaar Dirk Baksteen, een regionaal bekende etser. De passie voor ‘de naald’ nam Bronckaers van hem over. De etsen die Bronckaers vervolgens maakte, staan bekend om de rauwe weergave van het leven in de mijnen, zowel boven als onder de grond.
Het bleef niet bij etsen. Bronckaers beoefende verschillende schildertechnieken: aquarel, pastel, olieverf, en dergelijke. Hij  schilderde typische Kempische en Haspengouwse landschappen, portretten en vooral alles wat met de koolmijnen te maken had.
Hij maakte ook karikaturen van onder andere lokale politiekers, zijn collegas uit "De Mijn" enz. Deze werken tekende hij met "Racso", anagram van Oscar.
Hij was tevens beeldhouwer en ontwierp in 1957 het gedenkteken voor de Eisdense mijnwerkers. 

## Werk
- Zwarte Kempen (1943), etsenmappen, waarbij de etsen van bijschriften werden voorzien door zijn vriend pater Hilarion Thans. Het onderwerp van dit werk was niet de idyllische natuur, maar de “daverende mijnstreek”.
- De Mijn 1950, een album voor het Openluchtmuseum in Bokrijk (1960). Naar aanleiding van deze publicatie werd hij door koningin Elisabeth in Laken ontvangen.
- Etsen van enkele merkwaardige bomen, in opdracht van het Koninklijk Paleis (1973).
- Hij stond in voor de omslagtekening en illustraties voor de boeken Heide en De Mijn van Hilarion Thans.

## Tentoonstellingen
- 1933: deelname aan de tentoonstelling in de "Cercle des Beaux-Arts" te Luik. Hij vertegenwoordigde er, samen met Ri Coëme, Lambert Lemmens, Jos Tysmans e.a. de "Koninklijke Kunstkring Sint-Truiden".
- 1935: eerste individuele tentoonstelling in het Gemeentehuis van Eisden.
- 1939: koperetsen tijdens de Heimattentoonstelling in Zolder.
- 1941: tentoonstelling "Limburgse Schilders" in Maaseik.
- 1945: tentoonstelling met schilderijen en etsen in Eisden.
- 1951: kunsttentoonstelling "De Mijn" in Hasselt. Hij behaalde er de eerste prijs in de afdeling "gravure".
- 1965: tentoonstelling "Grafiek en Beeldhouwwerk uit Limburg" in het Begijnhof van Hasselt.
- 1974: naar aanleiding van zijn 75° verjaardag, een grootse hulde met retrospektieve tentoonstelling in het Oud Gemeentehuis van Eisden-Maasmechelen. Een 50-tal etsen werden getoond samen met een 30-tal schilderijen: portretten, stillevens en natuurzichten.
- 1975: kunstgalerij Provinciaal Domein Bokrijk, 70 etsen
- 1999: Retrospectieve Oscar Bronckaers 100 door de Stichting Erfgoed in Eisden.